# Hauptstraße 22 (Dietfurt an der Altmühl)

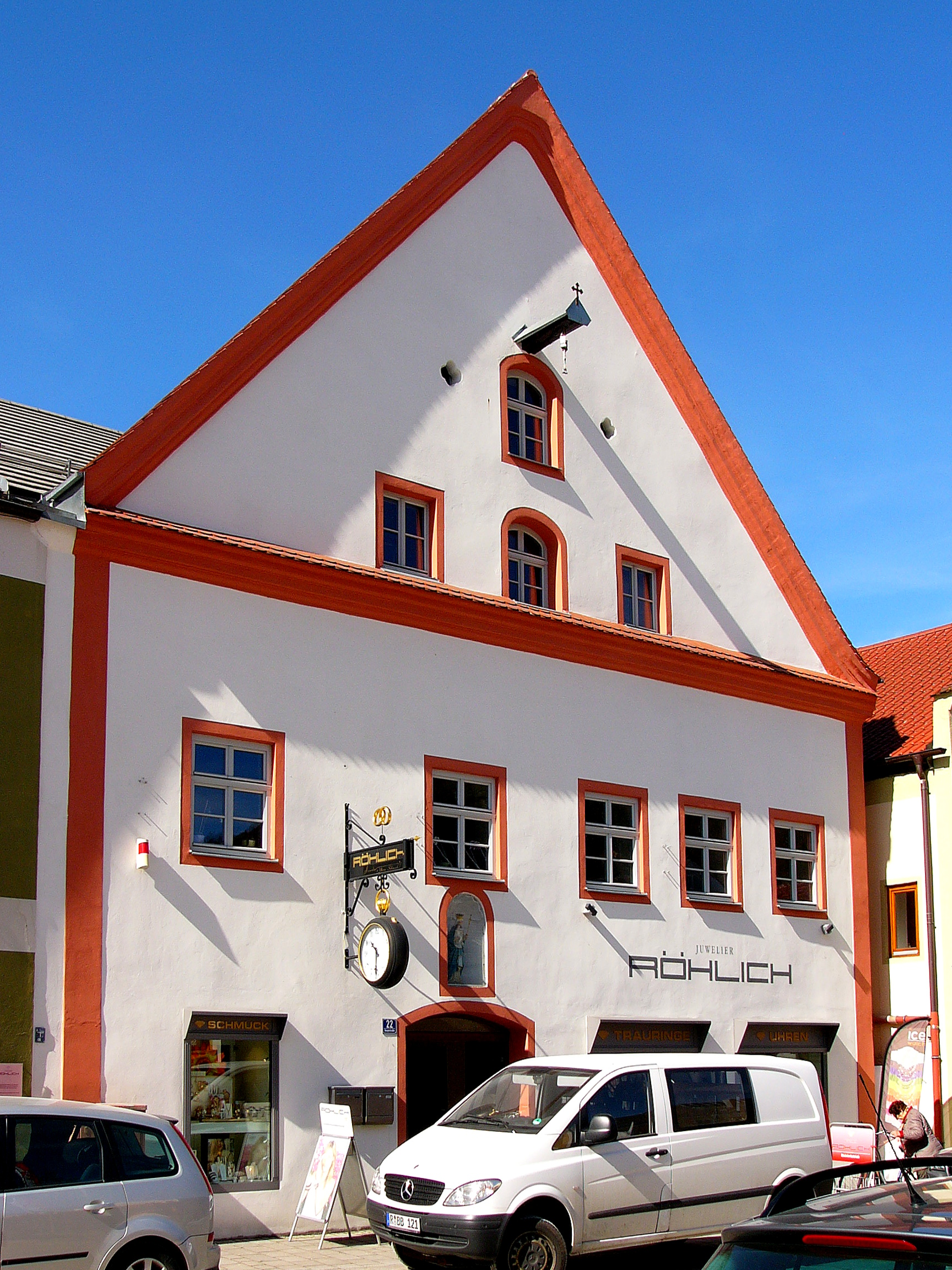
Haus Hauptstraße 22 in Dietfurt an der Altmühl

Das Gebäude Hauptstraße 22 in Dietfurt an der Altmühl, einer Stadt im Landkreis Neumarkt in der Oberpfalz in Bayern, wurde im 18. Jahrhundert errichtet. Das Wohn- und Geschäftshaus ist ein geschütztes Baudenkmal.
Das ehemalige Ackerbürgerhaus besitzt ein Kalkplattendach mit mächtigem Dachstuhl und hohem Kniestock. Das Tonnengewölbe des Kellers ragt bis ins Erdgeschoss. Viele bauzeitliche Ausstattungsteile wie eine Bohlenbalkendecke im Erdgeschoss, barocke Türen und Fenster wurden bei der Renovierung erhalten.
Die Eigentümer Hildegard und Walter Mürbeth erhielten im Jahr 2011 die Denkmalschutzmedaille des Freistaates Bayern für die vorbildliche Renovierung des Baudenkmals.